# ジェニュイン (ステイシー・オリコのアルバム)
『ジェニュイン』（Genuine）は、アメリカ人歌手ステイシー・オリコの1枚目のスタジオ・アルバム。

## 概要
当初は日本でのリリースはなかったが、2ndアルバムの大ヒットを受けて日本でもリリースされた。

## 収録曲
1. ライド - Ride
2. ドント・ルック・アット・ミー - Don't Look At Me
3. ウー・ウー・ベイビー - 0.0 Baby
4. ウィズアウト・ラヴ - Without Love
5. ステイ・トゥルー - Stay True
6. クン・バ・ヤ〜インタールード - Kun Ba Ya - Interlude
7. ジェニュイン - Genuine
8. ウィズ・ア・リトル・フェイス - With A Little Faith
9. マイ・ネーム〜インタールード - My Name - Interlude
10. ソー・プレイ - So Pray
11. ホールディン・オン - Holdin' On
12. リストア・マイ・ソウル - Restore My Soul
13. コンフィダント - Confidant
14. エヴリシング - Everything
15. リプレイ〜インタールード - Replay - Interlude
16. ディア・フレンド - Dear Friend